# Rockland (Idaho)
Rockland es una ciudad ubicada en el condado de Power en el estado estadounidense de Idaho. En el Censo de 2010 tenía una población de 295 habitantes y una densidad poblacional de 383,5 personas por km².

## Geografía
Rockland se encuentra ubicada en las coordenadas 42°34′24″N 112°52′29″O / 42.57333, -112.87472. Según la Oficina del Censo de los Estados Unidos, Rockland tiene una superficie total de 0.77 km², de la cual 0.77 km² corresponden a tierra firme y (0%) 0 km² es agua.

## Demografía
Según el censo de 2010, había 295 personas residiendo en Rockland. La densidad de población era de 383,5 hab./km². De los 295 habitantes, Rockland estaba compuesto por el 99.66% blancos, el 0% eran afroamericanos, el 0% eran amerindios, el 0% eran asiáticos, el 0% eran isleños del Pacífico, el 0% eran de otras razas y el 0.34% pertenecían a dos o más razas. Del total de la población el 1.69% eran hispanos o latinos de cualquier raza.